# Blondes, Brunes et Rousses
Pour plus de détails, voir Fiche technique et Distribution.
Blondes, Brunes et Rousses (titre original : It Happened at the World's Fair) est un film américain de Norman Taurog sorti en 1963.

## Synopsis
Pour gagner leur vie, Danny et Mike sulfatent les champs pour le compte des propriétaires de la région. Mais ils sont criblés de dettes au point même que les huissiers finissent par confisquer leur avion. Les deux amis décident de se rendre en stop à la foire internationale de Seattle...

## Fiche technique
- Titre original : It Happened at the World's Fair
- Réalisation : Norman Taurog
- Scénario : Si Rose et Seaman Jacobs
- Directeur de la photographie : Joseph Ruttenberg
- Montage : Fredric Steinkamp, Don Guidice et Harold F. Kress (non crédités)
- Musique : Leith Stevens
- Production : Ted Richmond (non crédité)
- Genre : Film musical
- Pays :  États-Unis
- Durée : 105 minutes (1 h 45)
- Date de sortie :
  - États-Unis : 3 avril 1963
  - France : 15 janvier 1964

## Distribution
- Elvis Presley (VF : Hubert Noël) : Mike Edwards
- Joan O'Brien (VF : Nelly Benedetti) : Diane Warren
- Gary Lockwood (VF : Pierre Trabaud) : Danny Burke
- Vicky Tiu : Sue-Lin
- H.M. Wynant (VF : Jacques Berthier) : Vince Bradley
- Edith Atwater (VF : Paula Dehelly) : Miss Steuben
- Guy Raymond : Barney Thatcher
- Dorothy Green (VF : Paule Emanuele) : Mlle Ettinger
- Kam Tong : oncle Walter Ling
- Yvonne Craig : Dorothy (Dorothée en VF) Johnson

Acteurs non crédités
- Robert Williams (VF : Pierre Collet) : M. Farr
- Wilson Wood (VF : Jacques Muller) : le mécanicien de l'avion
- Olan Soule (VF : Jean Berton) : Henry Johnson
- Jacqueline deWit : Emma Johnson
- John Daheim (VF : Serge Lhorca) : un joueur de Poker
- Russell Thorson (VF : Pierre Leproux) : le shérif Garland
- Evelyn Dutton : Tina (Irma en VF)
- Kurt Russell : Le garçon qui tape Mike